# Calesia cryptoleuca
Calesia cryptoleuca là một loài bướm đêm trong họ Erebidae.